# 第110独立親衛自動車化狙撃旅団 (ロシア陸軍)
第110独立親衛自動車化狙撃旅団（だい110どくりつしんえいじどうしゃかそげきりょだん、ロシア語: 110-я отдельная гвардейская мотострелковая бригада）は、ロシア陸軍の旅団。第51親衛諸兵科連合軍隷下。
ドネツク人民共和国のエリート部隊とされ、ソ連空挺部隊、ロシア空挺軍への情憬から、青いベレー帽とテルニャシュカを着用した特異な出で立ちを特徴とする。

## 概要

### ドンバス戦争
2015年1月12日、ドネツク民兵ドネツク人民共和国防衛隊として占領下のウクライナ・ドネツィク州（自称ドネツク人民共和国）で創設され、8月に第100独立自動車化狙撃旅団に改編された。
2020年8月28日、デニス・プシーリン首長より、名誉称号「親衛隊」を授与された。

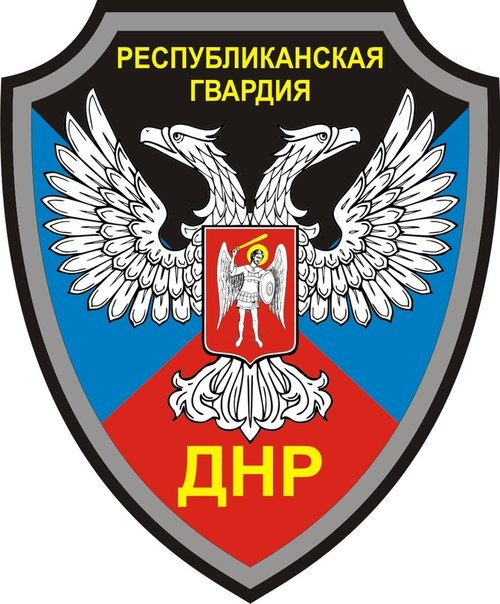
ドネツク人民共和国防衛隊章
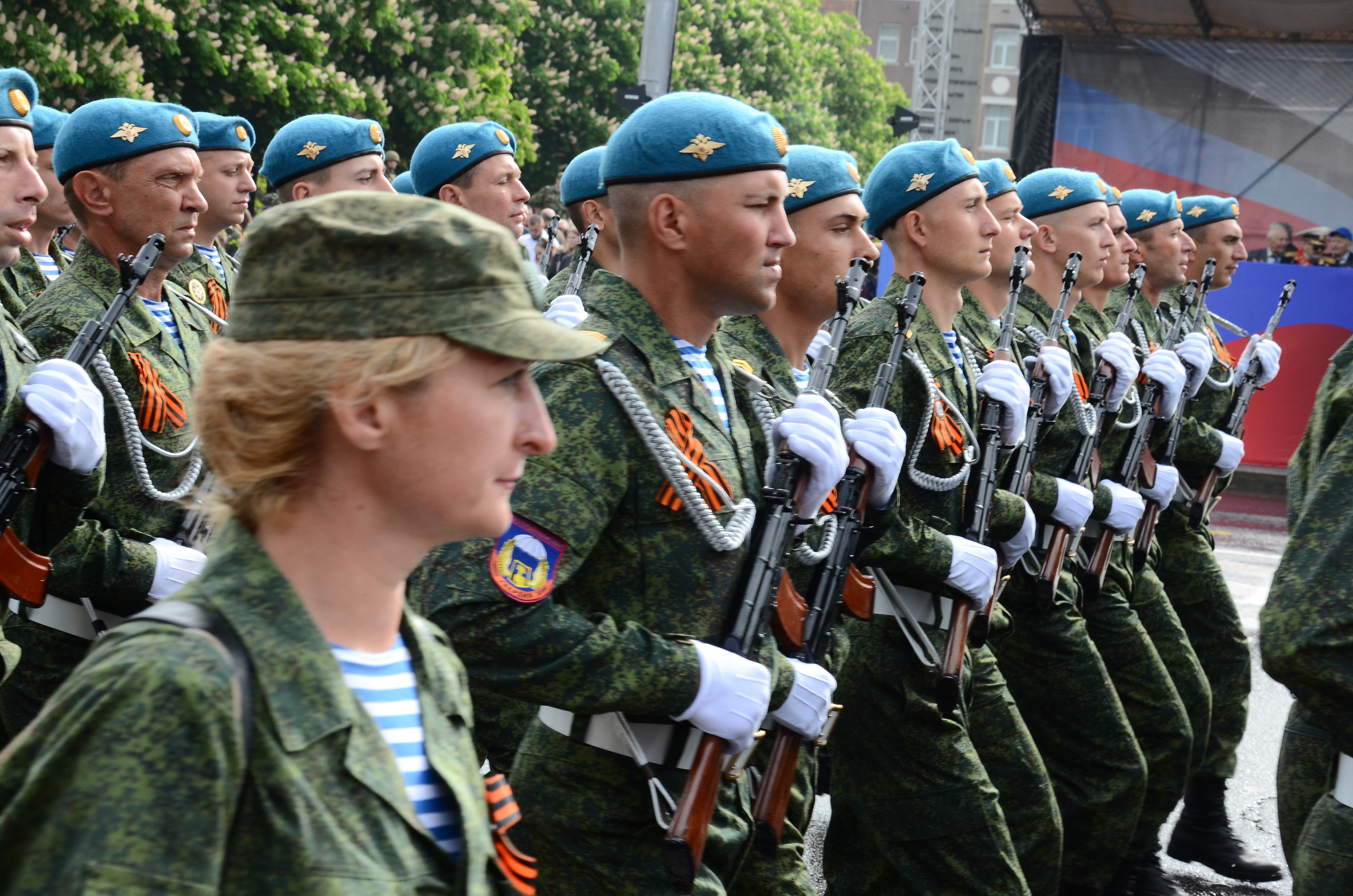
ロシア空挺軍を意識した服装を見せる様子
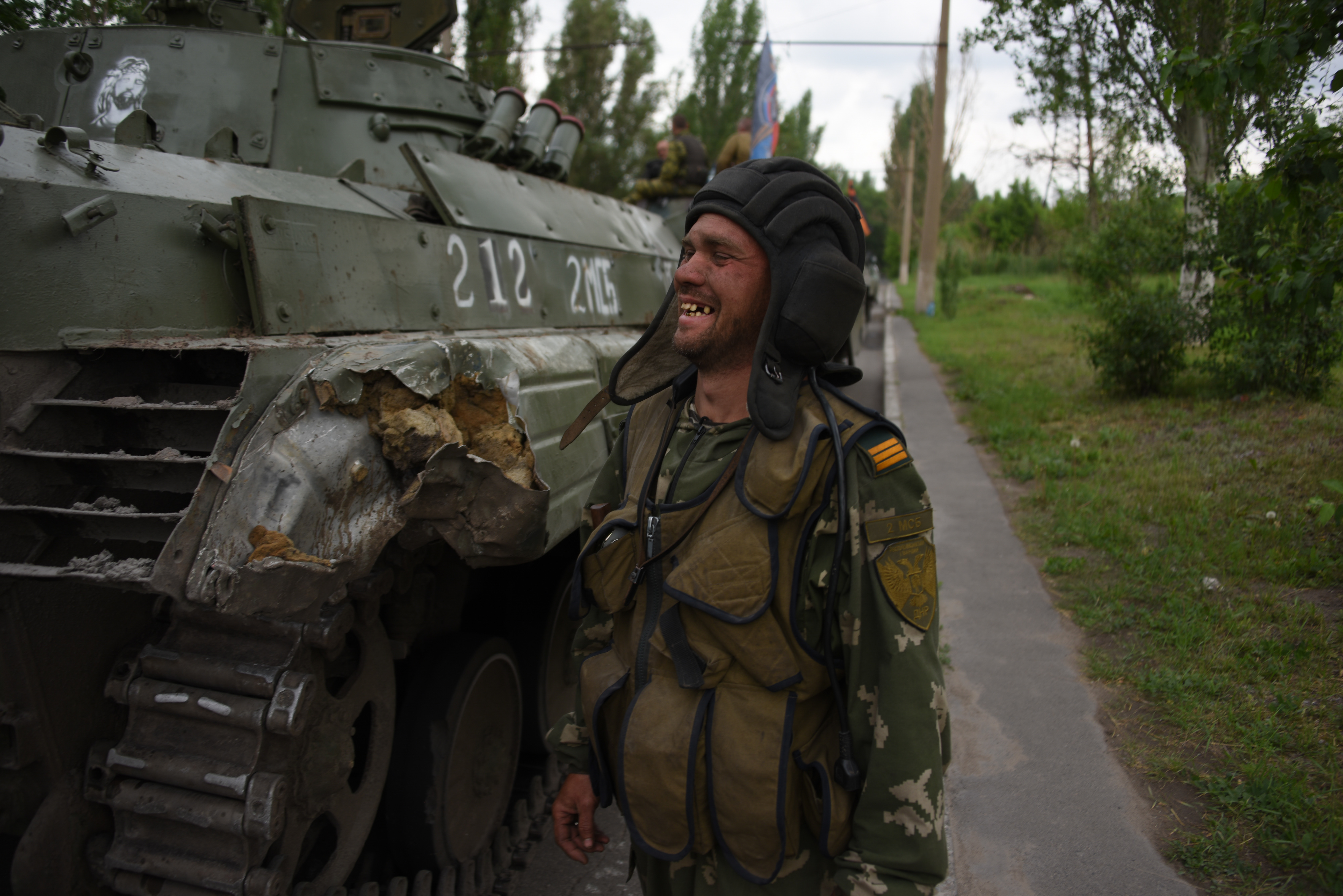
前線に展開する様子

### ロシアのウクライナ侵攻

#### 東部・南ドネツク戦線

第100独立親衛自動車化狙撃旅団章

ドンバス戦争で最前線の東部ドネツィク州ヴォルノヴァーハ地区に配備されていたため、2022年2月24日のロシアのウクライナ侵攻はそのまま開戦した。第3自動車化狙撃旅団、スパルタ大隊と共に攻勢を開始し、当初は撃退されたが援軍が到着すると力を増し、3月にヴォルノヴァーハを占領した。

#### 東部・アウディーイウカ戦線
2022年8月、東部ドネツィク州ポクロウシク地区に再配置され、アウディーイウカ西のマリンカ方面に展開した。
2022年12月、ロシアのドネツク人民共和国併合で正式にロシア陸軍に編入し、第100独立偵察旅団と旅団番号が重複したため、第110独立親衛自動車化狙撃旅団に改称された。
2023年4月、第9自動車化狙撃旅団と共にオチェレティネ方面で攻勢を開始したが、単調な攻撃を繰り返し大量の戦車を喪失して撃退された。第9旅団と共にロシア正規軍との練度差を指摘された。
2023年10月、第2諸兵科連合軍、第8諸兵科連合軍、第41諸兵科連合軍と共にアウディーイウカ方面で攻勢を開始し、ロシア軍の兵力が4万に達するその一翼を担い、2024年2月に長期戦の末にアウディーイウカを占領した。

## 編制
- 旅団司令部（ドネツィク）
- 第1自動車化狙撃大隊
- 第2自動車化狙撃大隊
- 第3自動車化狙撃大隊
- 戦車大隊
- カムチャツカ極東大隊
- 旅団砲兵群
  - 本部中隊
  - 第1自走砲大隊
  - 第2自走砲大隊
  - ロケット砲大隊
  - 対戦車砲大隊
- 高射ミサイル大隊

- 偵察大隊
- 工兵大隊
- 通信大隊
- 兵站大隊
- 狙撃中隊
- 整備中隊
- 電子戦中隊
- NBC防護中隊
- 衛生中隊
- 無人機中隊